# 児玉町児玉南
児玉町児玉南（こだまちょうこだまみなみ）は埼玉県本庄市の第7次住居表示整備事業により成立した地名。郵便番号は367-0218。 

## 地理
本庄市のほぼ中央部、旧児玉町の中心地から南西にある地区。地区の南部には小山川が流れ、川沿いには小山千本桜の名所がある。
また遊歩道が整備されており、桜の季節には祭りが開催され、観光客で賑わう。

## 歴史
- 1889年（明治22年）4月1日 - 町村制施行に伴い、児玉郡児玉町・八幡山町が合併し[5]、児玉町が発足。
- 1955年（昭和30年）3月20日 - 町村合併促進法により金屋村・秋平村・本泉村が児玉町と合併し、新たに児玉町となる[6]。
- 2006年（平成18年）1月10日 -（旧）本庄市と合併（新設合併）し、新たに本庄市となる。
  - 旧児玉町内の地名を児玉郡児玉町○○から本庄市児玉町○○に改称。
- 2013年（平成25年）8月5日 - 第7次住居表示整備事業により児玉町児玉、児玉町金屋 、児玉町長沖の各一部から児玉町児玉南一丁目から四丁目が成立[7][8]。

## 世帯数と人口
2017年（平成29年）10月1日現在の世帯数と人口は以下の通りである。
| 丁目               | 世帯数  | 人口    |
| ------------------ | ------- | ------- |
| 児玉町児玉南一丁目 | 89世帯  | 243人   |
| 児玉町児玉南二丁目 | 87世帯  | 242人   |
| 児玉町児玉南三丁目 | 76世帯  | 221人   |
| 児玉町児玉南四丁目 | 146世帯 | 434人   |
| 計                 | 398世帯 | 1,140人 |

## 小・中学校の学区
市立小・中学校に通う場合、学区は以下の通りとなる。
| 丁目               | 番地 | 小学校                                | 中学校             |
| ------------------ | ---- | ------------------------------------- | ------------------ |
| 児玉町児玉南一丁目 | 一部 | 本庄市立児玉小学校 本庄市立金屋小学校 | 本庄市立児玉中学校 |
| 児玉町児玉南二丁目 | 一部 | 本庄市立児玉小学校 本庄市立金屋小学校 | 本庄市立児玉中学校 |
| 児玉町児玉南三丁目 | 全域 | 本庄市立児玉小学校                    | 本庄市立児玉中学校 |
| 児玉町児玉南四丁目 | 全域 | 本庄市立秋平小学校                    | 本庄市立児玉中学校 |

## 交通
鉄道
- 地区内に鉄道は敷設されていない。最寄り駅は八高線の児玉駅だが、1キロ以上離れている。

道路
- 埼玉県道287号長瀞児玉線

路線バス
- 朝日自動車本庄営業所
  - HJ25 本庄駅南口 - 児玉高校 - 児玉折返し場 - 赤城乳業千本さくら工場（2023年4月1日運行開始[10]）
  - HJ26 宮本町車庫 - 本庄駅南口 - 児玉高校 - 児玉折返し場 - 赤城乳業千本さくら工場（2023年4月1日運行開始[10]）

## 施設
1丁目
- 第一金屋公園

2丁目
- 児玉浄水場
- 長沖古墳公園

3丁目
- 児玉中央病院
- 桃花木公園

4丁目
- ホームファイン児玉
- 千本桜公園